# Paljevina
Paljevina falu Horvátországban, Eszék-Baranya megyében. Közigazgatásilag Drenyéhez tartozik.

## Fekvése
Eszéktől légvonalban 34, közúton 49 km-re délnyugatra, Diakovártól légvonalban 14, közúton 18 km-re északnyugatra, községközpontjától légvonalban 3 km-re északra, Szlavónia középső részén, a Szlavóniai-síkság szélén, Drenye és Bračevci között fekszik.

## Története
A régészeti leletek alapján területe már a római korban lakott volt. A falutól északra a szélső házaktól mintegy 200 méterre az egykor szőlőhegyként használt „Vinogradine” dűlőben 140-145 méteres magasságban egy sötétebb talajelszíneződésben építőanyag és kerámiatöredékek, amforadarabok és nagyobb mennyiségű római pénzérme került elő. Ettől mintegy 300 méterre keletre fekvő magaslaton 30 évvel ezelőtt gyümölcsfa telepítés közben falak maradványaira bukkantak. Tovább kelet felé földművelés során római út maradványait találták. A mai települést a 18. század végén telepítette be Krtica diakovári püspök. Első telepese hat horvát család volt, akik Likából érkeztek.
Az első katonai felmérés térképén „Palevina” néven található. Lipszky János 1808-ban Budán kiadott repertóriumában „Palevina” néven szerepel. Nagy Lajos 1829-ben kiadott művében „Paljevina” néven 38 házzal, 221 katolikus vallású lakossal találjuk. A 19. században a lakosság száma lényegesen megnőtt. A század második felében környékbeli horvátok mellett 1870 és 1890 között öt magyar család települt be.
A településnek 1857-ben 154, 1910-ben 335 lakosa volt. Verőce vármegye Diakovári járásának része volt. Az 1910-es népszámlálás adatai szerint lakosságának 51%-a magyar, 49%-a horvát anyanyelvű volt. Az első világháború után 1918-ban az új szerb-horvát-szlovén állam, majd később (1929-ben) Jugoszlávia része lett. A partizánok 1944-ben elüldözték a magyar lakosságot, a helyükre a háború után horvátok települtek. 1991-től a független Horvátországhoz tartozik. 1991-ben lakosságának 92%-a horvát, 4%-a magyar nemzetiségű volt. 2011-ben a falunak 183 lakosa volt.

## Lakossága
| Lakosság változása | Lakosság változása | Lakosság változása | Lakosság változása | Lakosság változása | Lakosság változása | Lakosság változása | Lakosság változása | Lakosság változása | Lakosság változása | Lakosság változása | Lakosság változása | Lakosság változása | Lakosság változása | Lakosság változása | Lakosság változása |
| ------------------ | ------------------ | ------------------ | ------------------ | ------------------ | ------------------ | ------------------ | ------------------ | ------------------ | ------------------ | ------------------ | ------------------ | ------------------ | ------------------ | ------------------ | ------------------ |
| 1857               | 1869               | 1880               | 1890               | 1900               | 1910               | 1921               | 1931               | 1948               | 1953               | 1961               | 1971               | 1981               | 1991               | 2001               | 2011               |
| 154                | 207                | 166                | 254                | 281                | 335                | 366                | 341                | 337                | 331                | 361                | 311                | 258                | 247                | 212                | 183                |

## Nevezetességei
Szent András apostol tiszteletére szentelt római katolikus temploma a drenyei plébánia filiája.

## Oktatás
A településen drenyei elemi iskola alsó tagozatos területi iskolája működik.

## Sport
NK „Mladost” Paljevina labdarúgóklub.

## Egyesületek
DVD Paljevina önkéntes tűzoltóegylet.